# Both of Us
《我們倆》（英語：Both of Us）是美国饶舌歌手巴比瑞主唱，美国创作歌手泰勒絲客串的一首歌曲，收录于巴比瑞的第2张录音室专辑《奇異雲彩》中。歌曲于2012年5月22日作为专辑的第3支单曲发布。《我們倆》由巴比瑞、泰勒絲和阿马尔·马利克创作，其制作则由卢克博士和西库特完成。泰勒絲在造访巴比瑞的唱片公司 Grand Hustle唱片之后萌生出了与巴比瑞合作的想法。歌曲的歌词与反种族主义和反霸凌相关。
《我們倆》发行后获得了乐评的好评。乐评称赞了泰勒絲的声音表现，并认为歌曲旋律抓耳。歌曲分别空降澳大利亚唱片业协会榜第46名和美国《告示牌》百强单曲榜第18名。截至2012年8月25日，歌曲全美销量已达到737,000份。

## 音樂錄影帶
在歌曲的音樂錄影帶發行前，巴比瑞通过Twitter分享了音乐录像带的照片和发行日期。錄影帶由杰克·纳瓦导演，于2012年6月27日正式发布。
影片以巴比瑞站在一个小美国国旗下开头。接着镜头切到了泰勒絲身上，她在一个光线较暗的房间里唱歌。巴比瑞来到铁轨边和街道上开始说唱，而泰勒絲身穿白色连衣裙，在田野上继续演唱歌曲。影片中穿插了许多納許維爾的乡村生活的镜头。

## 榜单
| 榜单（2012年）                       | 最高 排位 |
| ------------------------------------ | --------- |
| 澳大利亚（澳大利亚唱片业协会單曲榜） | 5         |
| 澳大利亚（澳大利亚唱片业协会城市榜） | 1         |
| 加拿大（加拿大百强单曲榜）           | 23        |
| 愛爾蘭（愛爾蘭唱片音樂協會单曲榜）   | 26        |
| 新西兰（新西兰唱片音乐协会单曲榜）   | 10        |
| 蘇格蘭（官方榜单公司單曲榜）         | 19        |
| 英國（官方榜单公司單曲榜）           | 22        |
| 英国（官方榜单公司节奏布鲁斯榜）     | 5         |
| 美国（《告示牌》百强单曲榜）         | 18        |
| 美国（《告示牌》流行歌曲榜）         | 24        |

## 销售认证
| 地區                           | 认证 | 认证单位/销量 |
| ------------------------------ | ---- | ------------- |
| 澳大利亚（澳大利亚唱片业协会） | 白金 | 70,000^       |
| 美国（美國唱片業協會）         | 白金 | 1,000,000*    |
| ^僅含認證的出貨量              |      |               |

## 发行历史
| 国家 | 日期          | 形式         | 厂牌                                                       |
| ---- | ------------- | ------------ | ---------------------------------------------------------- |
| 美国 | 2012年5月22日 | 數位下載     | 大西洋                                                     |
| 美国 | 2012年5月22日 | 當代流行電台 | 大西洋 Grand Hustle （ 英语 ： Grand Hustle Records） Rebel Rock （ 英语 ： Jim Jonsin） |
| 英国 | 2012年7月22日 | 数字下载     | 大西洋                                                     |